# Tumeltsham
Tumeltsham è un comune austriaco di 1 548 abitanti nel distretto di Ried im Innkreis, in Alta Austria.